# HD 50499 b
HD 50499 b는 고물자리 방향으로 지구로부터 약 154광년 떨어진 곳에 있는 외계 행성이다. 질량은 목성의 1.7배로 가스 행성일 것이다. 비교적 긴 공전 주기를 갖고 있는데, 행성을 한 바퀴 도는 데 2458일이 걸린다.
2005년 Steve Vogt 연구진을 포함, 세 연구팀이 시선속도법을 이용하여 이 행성을 발견했다. 시선속도법은 항성이 행성의 중력 때문에 흔들려 적색 편이 또는 청색 편이를 일으키는 것을 감지하는 기술이다. Steve Vogt는 b 이외에도 같은 행성계 내 추가로 두 개의 형제 행성들을 더 발견했다.

## 같이 보기
- HD 50554 b

## 참고 문헌
- (영어) Vogt 연구진 (2005). “Five New Multicomponent Planetary Systems”. 《The Astrophysical Journal》 632 (1): 638–658. doi:10.1086/432901.